# Peripteros

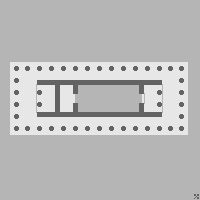
Půdorys peripterálního chrámu s tmavě šedě vyznačeným prostorem celly.

Peripteros (řecky ὁ περίπτερος <ναός> – dokola okřídlený <chrám>) je jeden z půdorysů starověkých řeckých chrámů. Ze všech stran jsou sloupy a ve středu jednotlivé části chrámu, kde nezbytnou součástí prostoru jsou opět sloupy. Je to typ starověkého chrámu, ve kterém je cella obklopena řadou sloupů („peristasis"), která ohraničuje jeho ochoz („pteron"). Na stejném principu je i půdorys zvaný dipteros, který ovšem využívá dvakrát více sloupů.

## Popis
Peripteros je pravděpodobně nejznámější a nejrozšířenější formou řeckého chrámu. Jeho naos je téměř vždy vytvořen jako antentempel nebo doppelantentempel. Obvykle má proto i pronaos a případně také opistodom. Ty jsou běžně tvořeny předsunutými bočními zdmi, antami, s obvykle dvěma sloupy mezi nimi. Peripteros má obvykle šest sloupů na čelní i zadní straně. Počet sloupů na podélných stranách se však může velmi lišit. Především v archaických dobách byl jejich počet vyšší (Heraion v Olympii (Řecko) se 6 × 16 sloupy). V klasických dobách se ustálilo pro dórský chrám schéma n × 2n+1 sloupů (na kratší n a delší straně 2×n + 1) a tedy obvyklým 6 sloupů v průčelí odpovídalo 13 sloupů na podélných stranách. Chrámy se 6 × 15 sloupy (chrám Apolla v Delfách) nebo 6 × 14 (chrám Athena Alea v Tegea) však nadále existovaly, i když pouze jako reminiscence archaických modelů. Na přechodu k helenismu může být poměr i jiný, jak dokazuje chrám Asklépia v Epidauru se 6 × 11 sloupy nebo chrám Atheny v Pergamonu se 6 × 10 sloupy. Zvláštní formu mezi dórskými chrámy představuje Parthenón na Akropoli v Athénách se svými sloupy 8 × 17. Nicméně i zde je dodržen klasický poměr dispozice sloupů 2n+1.
Peripteros ionského řádu byl obvykle o něco menší a ve svém sloupovém vztahu sevřenější. Chrám boha Dia v Labraundě měl pouze 6 × 8 sloupů, chrám Apolla v Alabandě pouze 6 × 9 sloupů, athénin chrám v Priene 6 × 11 sloupů. Současně mohly mít ionské chrámy z archaického času 6 × 18 sloupů (Héraion na Samu).
Ve Velkém Řecku peripteroi (množné číslo slova peripteros) často chyběly. Kromě klasických řešení (chrám Athény v Paestu se 6 × 13 sloupy), měly četné chrámy proporce 6 × 14 nebo 6 × 15 sloupů. Jejich vznik tedy sahá až do starověku. V Paestu však byly i chrámy s lichým počtem předních sloupů, jako chrám Héry I (t.zv. Bazilika) se svými 9 × 18 sloupy, které však nelze považovat za pseudodipteros. V tomto chrámu, na rozdíl od všech zvyklostí, byly osové vzdálenosti předních sloupů ve srovnání s bočními zkráceny, zatímco u klasického řešení by mělo být spíše opačné provedení nebo stejné osové vzdálenosti všech sloupů.
V jižní Itálii obecně existuje mnohem větší nezávislost jednotlivých částí budov. Zatímco chrámy původní vlasti nebo Ionie pevně integrovaly naos do rytmu polohy sloupů, kdy se mezery mezi sloupy a mezi stěnami zjevně vztahovaly k sobě, části velkých řeckých budov v peripteru různě plují. Často nebyly ani stěny celly nějakým způsobem zarovnány s předními sloupy a ani anty nekončily linií, určené z dolního průměru sloupu nebo z osových vzdáleností. Několik málo chrámů v jižní a střední Itálii, které lze považovat za peripteros, mělo sloupové vztahy sevřenější, jako Apollónův chrám v Pompejích (6 × 10 sloupů), chrám A v oblasti sacra di Largo Argentina v Římě (6 × 9 sloupů) nebo chrám Castortempel na Fórum Romanum v Římě (6 × 11 sloupů).
I ve starověkém Egyptě byly stavěny chrámy podobné chrámům s ochozem. Příkladem je chrám Amenhotepa III. na ostrově Elefantina na Nilu.

## Galerie

Různé typy antických chrámů
Peripteros s popisem. 1 = Opisthodomos, 2 = Adyton, 3 = Naos, 4 = Pronaos
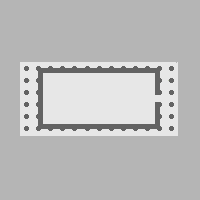
Pseudoperipteros
Antentempel
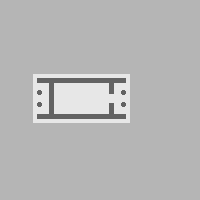
Dvojitý Antentempel
Dipteros
Pseudodipteros

## Podobné typy chrámů
Pokud jsou sloupy podélných stran naosu vytvořeny jako polosloupy, jedná se o pseudoperipteros. Peripteros s dvojitým sloupovým obvodem se nazývá dipteros. Tato stavební forma má svou modifikaci pseudodipteros, když jsou vynechány vnitřní sloupy.

## Další příklady

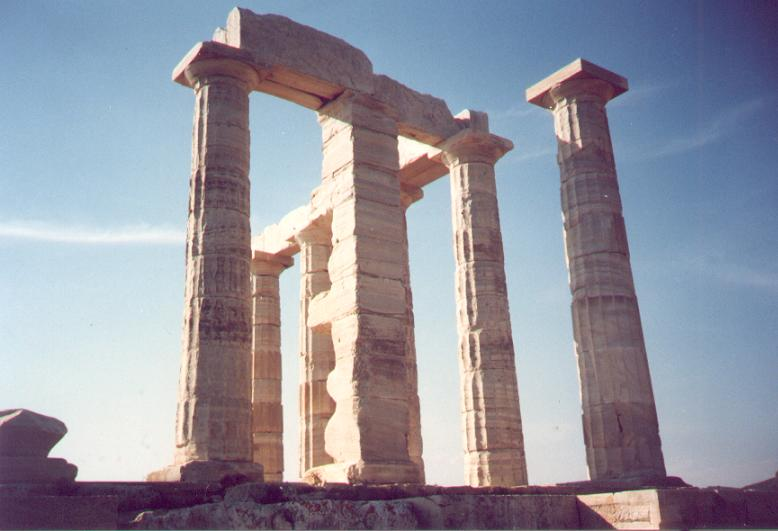
Poseidonův chrám na Kap Sounion

- Hefaistův chrám na Agoře v Athénách
- Poseidonův chrám na Kap Sounion
- Chrámy v Paestum
- Chrámy v Akragasu